# 13328 Guetter
13328 Guetter (1998 SP24) là một tiểu hành tinh vành đai chính.